# 矢野政男

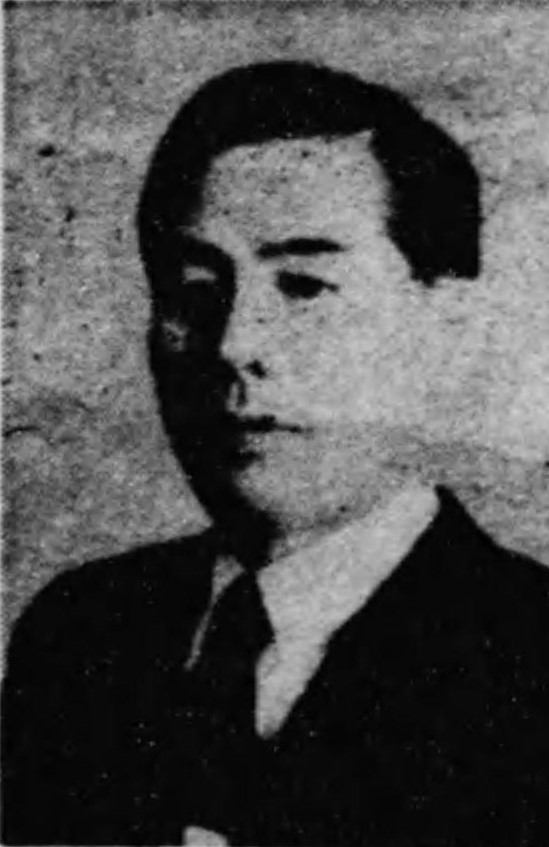
矢野政男

矢野 政男（やの まさお、1898年（明治31年）12月1日 – 1968年（昭和43年）10月11日）は、昭和期の実業家、政治家。衆議院議員。

## 経歴
栃木県那須郡烏山町（現那須烏山市）で、矢野留松の二男として生まれる。1916年（大正5年）栃木県立烏山中学校（のち栃木県立烏山高等学校）を卒業した。
1928年（昭和3年）烏山町で矢野自動車商会を設立し、事業の成長に伴い東野自動車株式会社に改組して宇都宮市に進出した。その他、栃木県中央貨物自動車取締役社長、宇都宮自動車取締役社長、芳南交通取締役社長、両毛酸素取締役社長、三共工業取締役社長、茨城県日産自動車販売取締役社長、東野鉄道（のち東野交通）取締役社長、那須高原開発取締役社長、金桝商会取締役社長、東野観光取締役社長、北関運輸取締役社長、東武宇都宮百貨店会長、三共石油会長などを務めた。
政界では、宇都宮市会議員、栃木県会議員に選出された。1947年（昭和22年）4月の第23回衆議院議員総選挙に栃木県第1区から民主党公認で出馬して当選し、衆議院議員に1期在任した。

## 親族
- 母 矢野イチ（祖父・初太郎長女）[4]
- 弟 矢野登（参議院議員）[2][4]

## 脚註
1. ↑  『第三回国会 衆議院議員名簿』12頁。
2. 1 2 3 4 5 6 7  『議会制度百年史 - 衆議院議員名鑑』666頁。
3. 1 2 3 4 5 6  『栃木県歴史人物事典』607頁。
4. 1 2 3  『人事興信録 第14版 下』ヤ18頁。
5. ↑  『衆議院議員総選挙一覧 第23回』117頁。